# Championnats d'Afrique de cyclisme sur route 2009
Navigation
Championnats d'Afrique 2008 Championnats d'Afrique 2010
Les Championnats d'Afrique de cyclisme sur route 2009 se sont déroulés du 4 au 8 novembre 2009 en Namibie.

## Résultats
| Compétitions                 | Or                                                                                             | Argent                                                             | Bronze                                                                                |
| Hommes                       |                                                                                                |                                                                    |                                                                                       |
| Course en ligne              | Ian McLeod                                                                                     | Jay Robert Thomson                                                 | Erik Hoffmann                                                                         |
| Contre-la-montre             | Jay Robert Thomson                                                                             | Reinardt Janse van Rensburg                                        | Erik Hoffmann                                                                         |
| Contre-la-montre par équipes | Afrique du Sud Jay Robert Thomson Reinardt Janse van Rensburg Ian McLeod Christoff van Heerden | Namibie Lotto Petrus Victor Krohne Heinrich Köhne Jacques Celliers | Libye Youssef Belgasem Ahmed Faysal Shaban Alsharaa Mohamed Ali Ali Almabruk Abubregh |
| Femmes                       |                                                                                                |                                                                    |                                                                                       |
| Course en ligne              | Lynette Burger                                                                                 | Cherise Taylor                                                     | Lizanne Naude                                                                         |
| Contre-la-montre             | Cashandra Slingerland                                                                          | Lynette Burger                                                     | Aurélie Halbwachs                                                                     |